# Max Malcorps
Marcus Hendrik (Max) Malcorps (Zwolle, 23 oktober 1917 – Zeist, 9 mei 2011) was een Nederlands politicus van de CHU en sportbestuurder. In 1948 werd hij burgemeester van het Overijsselse Hasselt, wat hij bleef tot 1971. Daarnaast was hij vanaf 1966 een jaar waarnemend burgemeester van Zwollerkerspel. Vervolgens was Malcorps zeven jaar lang burgemeester van Harderwijk. In 1982 werd hij voorzitter van voetbalclub PEC Zwolle; dit bleef hij tot 1984. Malcorps was de oudere broer van zwemster Trude Malcorps.
Hij was Officier in de Orde van Oranje Nassau.

## PEC Zwolle
In 1982 werd Malcorps voorzitter van PEC Zwolle. Hij nam de positie over van Jan Wiersma, die wegens drukke werkzaamheden zijn functie moest neerleggen. Na zijn aftreden bleef hij bij de club werkzaam als tweede voorzitter.